# Alphonsus D'Souza
Pour les articles homonymes, voir D'Souza.
Alphonsus Flavian D’Souza, né le 4 juillet 1939 à Moodubelle (Mangalore), en Inde et mort le 30 avril 2016 à Raiganj (Bengale Occidental), en Inde, était un prêtre jésuite indien. Il fut évêque de Raiganj (en) de 1987 à sa mort.

## Biographie

### Jeunesse et formation
Septième enfant d’une fratrie de 13, dont plusieurs sont entrés en religion, Alphonse fait ses études à Mangalore avant d’entrer au noviciat jésuite de Sitagarha (Jharkhand) le 20 juin 1957.  Ayant achevé son noviciat, juvénat et ses études de philosophie il arrive à Calcutta pour une maîtrise et un doctorat en philosophie indienne (1963-1968). Pour les études de théologie il est envoyé au théologat jésuite d’Innsbruck, en Autriche, puis à Tübingen, en Allemagne, où il est ordonné prêtre le 13 juillet 1971

### Professeur de théologie et supérieur
De retour à Calcutta en 1972, le père D’Souza est professeur de théologie dogmatique et bientôt préfet des études au grand séminaire de l’archidiocèse de Calcutta (1972 à 1977). De 1977 à 1981, il est le recteur de la même institution. Et de 1981 à 1987 : Supérieur provincial des Jésuites du Bengale occidental.

### Évêque de Raiganj
Alors qu’il s’apprête à terminer son mandat de 6 ans en tant que provincial des Jésuites le père D’Souza reçoit la nouvelle de sa nomination (26 janvier 1987) comme deuxième évêque du diocèse de Raiganj, un diocèse largement rural de la partie centrale du Bengale occidental, dont la population est en grande partie santale. Il est ordonné évêque le 17 mai 1987, des mains de Mgr Linus N. Gomes.   
Mgr D’Souza hérite de 11 paroisses lorsqu’il prend les rênes du diocèse en 1987. Elles sont au nombre de 33 au moment de sa mort, vingt-neuf ans plus tard. Il a invité et accueilli divers instituts religieux pour développer le travail d’éducation. Un centre social a été ouvert ainsi qu’un petit séminaire (en 1988). La construction de la cathédrale est également à mettre à son crédit.  
En 2014, arrivé à l’âge de 75 ans et de santé déficiente, Mgr D’Souza présente sa démission au pape François qui lui demande de rester à son poste jusqu’à ce qu’un successeur soit nommé. Deux ans plus tard, il est toujours à la tête du diocèse lorsqu’il meurt inopinément le 30 avril 2016, dans la sacristie de sa cathédrale, alors qu’il se préparait à célébrer l’Eucharistie.
Au moment de sa mort (2016), le diocèse de Raiganj compte 97300 catholiques, pour la plupart des Santals, large groupe ethnique aborigène (Adivasis) très présent en Inde centrale (Chotanagpur) et au Bangladesh.